# Przeprowadzka (film 1988)
Przeprowadzka (ang. Moving) – amerykańska komedia z udziałem Richarda Pryora.

## Obsada
- Richard Pryor – Arlo Pear
- Beverly Todd – Monica Pear
- Stacey Dash – Casey Pear
- Randy Quaid – Frank Crawford/Cornall Crawford
- Raphael Harris – Marshall Pear
- Ishmael Harris – Randy Pear
- Robert LaSardo – Perry
- Ji-Tu Cumbuka – Edwards
- King Kong Bundy – Gorgo
- Dana Carvey – Brad Williams
- Dave Thomas – Gary Marcus
- Traci Lind – Natalie
- Don Franklin – Kevin
- Morris Day – Rudy
- Bill Wiley – Arnold Butterworth
- Bibi Osterwald – Crystal Butterworth
- Rodney Dangerfield – broker
- Alan Oppenheimer – pan Cadell
- Brooke Alderson – pani Cadell
- Paul Willson – pan Seeger
- Lynne Marie Stewart – pani Seeger
- John Wesley – Roy Henderson
- Gordon Jump – Simon Eberhart
- Claire Malis – Helen Frederick
- Patrick Cranshaw – pakowacz

i inni...